# Каприн, Андрей Дмитриевич
Андре́й Дми́триевич Ка́прин (род. 2 августа 1966, Москва) — российский учёный, хирург-онколог, доктор медицинских наук, профессор, академик РАН, академик РАО (2021).
Генеральный директор ФГБУ «НМИЦ радиологии» Минздрава России (с 2014 года по настоящее время), директор МНИОИ им. П. А. Герцена — филиала ФГБУ «НМИЦ радиологии» Минздрава России (с 2013 года по настоящее время).
Президент Ассоциации онкологов России, Президент Ассоциации директоров центров и институтов онкологии и рентгенрадиологии стран СНГ и Евразии.
Заслуженный врач Российской Федерации (2007), Лауреат Премии Правительства Российской Федерации в области науки и техники «За разработку, производство и внедрение отечественных радиоисточников для контактной лучевой терапии в онкологии», главный внештатный специалист-онколог Министерства здравоохранения Российской Федерации, заведующий кафедрой Российского университета дружбы народов.

## Биография
Родился 2 августа 1966 года в Москве в семье советского летчика — участника Великой Отечественной войны, Героя СССР Д. В. Каприна.
В 1989 году окончил лечебный факультет Московского медицинского стоматологического института, с 1994 по 1996 обучался в аспирантуре при кафедре урологии Московского Медицинского Стоматологического Института, также окончил Российскую Академию Государственной Службы при Президенте РФ по специальности «Государственная служба и кадровая политика». В 1996 году защитил диссертацию на соискание ученой степени кандидата медицинских наук по теме «Лазеротерапия в комплексном лечении больных, перенесших пластические операции на тазовых отделах мочеточников», в 2000 году — на соискание ученой степени доктора медицинских наук по теме «Комбинированная интервенционная система улучшения качества диагностики и лечения рака мочевого пузыря (клинико-экспериментальное исследование)».
Профессиональный путь начал в Российском научном центре рентгенорадиологии, где с 1997 г. последовательно занимал должности руководителя лаборатории урологии, заведующего отделением, заместителя директора. C 2010 по 2013 гг. работал главным врачом ГКБ № 20 им. А. К. Ерамишанцева в Москве. Под руководством А. Д. Каприна проведена масштабная реконструкция лечебно-диагностических помещений, открыто родильное отделение. С марта 2013 года по н. в. — директор старейшего онкологического института в Европе — Московского научно-исследовательского онкологического института им. П. А. Герцена.
С 2014 года возглавляет Национальный медицинский исследовательский центр радиологии, который объединил в себе три крупных научных медицинских центра: Медицинский радиологический научный центр имени А. Ф. Цыба в г. Обнинск, МНИОИ им. П. А. Герцена (г. Москва) и НИИ урологии и интервенционной радиологии им. Н. А. Лопаткина (г. Москва). ФГБУ «НМИЦ радиологии» Минздрава России сегодня — один из крупнейших онкологических и радиологических кластеров в стране, головное учреждение по радиологии, референсный центр в области патоморфологических исследований и лучевой диагностики и терапии. С 2020 г. также — базовая организация государств — участников СНГ в области онкологии. На базе ФГБУ «НМИЦ радиологии» Минздрава России функционируют два национальных регистра: Канцер — регистр и Национальный радиационно — эпидемиологический регистр.
Семья
- Отец Дмитрий Васильевич Каприн — полковник Советской Армии, Герой Советского Союза (1945)[3].
- Был женат на российской и французской актрисе Екатерине Голубевой (1966—2011)[4][5].
  - Сын Дмитрий (род. 1987) — врач-онколог[6].

## Научная деятельность
Является одним из ведущих специалистов Российской Федерации в области диагностики и лечения онкологических и урологических заболеваний. В рамках научно-практической деятельности проводит целенаправленную разработку современных методов хирургического и комбинированного лечения злокачественных новообразований с широким спектром применения достижений ядерной медицины. Является активным сторонником производства и внедрения в клиническую практику отечественных радиофармпрепаратов, принимает участие в разработке соответствующей нормативно-правовой базы.
Применение на практике научно обоснованных оригинальных методик позволяют А. Д. Каприну и возглавляемому им коллективу ФГБУ «НМИЦ радиологии» Минздрава России добиваться успеха в комбинированном и комплексном лечении самых сложных случаев, и значительно влиять на качество жизни онкологических и урологических пациентов.
Является практикующим хирургом, ежегодно выполняет более 100 уникальных и сложнейших оперативных вмешательств.
Под руководством А. Д. Каприна подготовлены и защищены 31 диссертационная работа на соискание ученой степени кандидата медицинских наук, 16 докторских диссертаций. Результатом многолетней работы стала публикация более 700 работ, среди которых 52 монографии.

## Награды
- Орден «За заслуги перед Отечеством» IV степени (4 октября 2024) — за заслуги в развитии здравоохранения и многолетнюю добросовестную работу[7]
- Орден Пирогова (21 июня 2020) — за большой вклад в борьбу с коронавирусной инфекцией (COVID-19), самоотверженность и высокий профессионализм, проявленные при исполнении врачебного долга[8]
- Орден Почёта (22 октября 2015) — за заслуги в области здравоохранения и многолетнюю добросовестную работу[9][10]
- Заслуженный врач Российской Федерации (19 ноября 2007) — за заслуги в области здравоохранения и многолетнюю добросовестную работу[11][10]
- Лауреат Премии Правительства Российской Федерации в области науки и техники[10]
- Заслуженный врач Чеченской Республики (7 ноября 2018) — за заслуги в охране здоровья населения, организацию и оказание лечебно-профилактической помощи, высокие профессионализм
- Отличник здравоохранения (2006)[10]
- Премия «Призвание» (2023) — номинация «За создание нового метода лечения» (как глава коллектива учёных Национального медицинского исследовательского центра радиологии)[12][13]